# Sammy Automatic
Sammy Automatic je peti studijski album slovenskega indie rock glasbenika Samuela Bluesa, izdan 24. septembra 2018 na avtorjevi Bandcamp strani in na njegovem YouTube kanalu.

## Kritični odziv
Za Rockline je Aleš Podbrežnik o albumu zapisal: "Če je bil Alpska psihadelija resnično še ena renesančna »one man band« postojanka, je Sammy Automatic še vedno sicer »one man band« album, vendar ne vzbuja nujno tega občutka. Je dodatno razgiban v aranžiranju. Samuel Blues se preizkuša v (zanj) novih glasbenih izzivih."

## Seznam pesmi
Vse pesmi je napisal Samuel Blues.
| Št.             | Naslov                      | Dolžina |
| --------------- | --------------------------- | ------- |
| 1.              | „Fat Bird‟                  | 2:44    |
| 2.              | „Alright‟                   | 2:26    |
| 3.              | „Do It Again‟               | 4:42    |
| 4.              | „8AM‟                       | 4:12    |
| 5.              | „Catch My Radio‟            | 5:00    |
| 6.              | „Did My Time‟               | 2:51    |
| 7.              | „44 Kicks‟                  | 3:26    |
| 8.              | „If You Can't Don't Bother‟ | 5:11    |
| 9.              | „What If I?‟                | 3:17    |
| 10.             | „True Bypass‟               | 6:35    |
| 11.             | „Magic Arrow‟               | 3:07    |
| 12.             | „Mountain Life‟             | 4:25    |
| Skupna dolžina: | Skupna dolžina:             | 48:01   |